# Roger Langeron
Pour les articles homonymes, voir Langeron.
Roger Marie Félix Langeron, né le 27 mai 1882 à Brest et mort le 18 janvier 1966 à Garches, est un haut fonctionnaire et historien français.

## Biographie
Fils d'historien, il mène d'abord une carrière politique. Il est au cabinet de Georges Clemenceau, que dirige Georges Mandel en 1917. Il est préfet des Côtes-du-Nord de 1922 à 1924, préfet de la Marne de 1924 à 1929 et préfet du Nord de 1929 à 1934. Il est nommé préfet de police de Paris en mars 1934.
Durant l'hiver 1939-1940, il fait mettre en place les organes spécifiques de la lutte anticommuniste auprès de la police militaire et des renseignements généraux : les brigades spéciales. Lors de la bataille de France, il fait évacuer les archives du service des Étrangers et des Renseignements généraux par péniches à vapeur. L'une d'elles se retrouve bloquée, lors des derniers jours de la retraite française devant l'avance allemande, à Roanne ; l'autre est sabordée dans le Loing.
Maintenu dans ses fonctions par l'État français après l'armistice, ses relations avec l'occupant ne sont pas au beau fixe. Pour avoir protesté contre la déportation de sept commissaires de police par les Allemands, en violation des accords d'armistice, il reçoit la visite de trois officiers supérieurs allemands le 24 juin 1940, qui lui annoncent qu'il est remplacé par Jean Chiappe, président du conseil municipal de Paris et pro-allemand (il est possible que ce dernier ait joué un rôle dans l'affaire aussi, depuis qu'il avait lui-même été destitué de ses fonctions de préfet de police en amont de la crise du 6 février 1934). Il garde la jouissance de ses appartements et est rétabli dans ses fonctions dès le 16 juillet, sur intervention de l'ambassadeur Léon Noël, alors membre de la délégation française à la convention d'armistice. Durant cet été 1940, Langeron lutte contre les manifestations anti-juives, provoquées par les gardes françaises, et contre lesquelles les autorités allemandes lui offrent leur soutien, ou au contraire l'empêchent de sévir.
Arrêté par les Allemands le 24 janvier 1941, il est destitué par le gouvernement de Vichy le 26 février 1941, avec d'autres préfets qualifiés de républicains. Il est traité de collaborateur par les uns[Qui ?], notamment à cause de la création par lui d'un groupe de policiers chargé de traquer les gaullistes et de ses actes de répression contre les premiers résistants de la Préfecture de Police, appartenant au groupe du « Coq Gaulois », livrés par lui aux Allemands en janvier 1941, et contre le Parti communiste. Il est qualifié de résistant « républicain » par les autres[Qui ?], son rôle pendant les premiers mois de l'Occupation faisant encore l'objet de controverses,. Selon Henri , il a involontairement sauvé la réputation du parti communiste et son futur revirement de juin 1941, en arrêtant ses dirigeants qui tentaient de reprendre leurs activités décrétées illégales en 1939 à cause du pacte germano-soviétique (les communistes, alliés aux Allemands à l'est, voulaient profiter de l'occupation allemande pour sortir de la clandestinité et faire reparaître l'Humanité, notamment).
Devenu par la suite historien de la Restauration, il est élu membre de l'Académie des sciences morales et politiques en 1960.

## Distinctions
- Grand officier de la Légion d'honneur (29 janvier 1937)[12]
- Croix de guerre 1914–1918
- Officier de l'Instruction publique
- Officier de l'ordre du Mérite agricole
- Médaille d'honneur de la mutualité (Or)
- Medaille d'honneur des assurances sociales (Or)

## Publications
- Politique d'abord : Souvenirs et anticipations (1943)
- Paris, juin 40. Journal du préfet de police à Paris du 10 juin 1940 au 20 janvier 1941 (1946)
- Un conseiller secret de Louis XVIII : Royer-Collard (1956)

- Prix Eugène-Carrière de l’Académie française
- Autour de trois rois, 1814-1848 (1957)
- Madame Royale, la fille de Marie-Antoinette (1958)
- Decazes, ministre du roi (1960)